# Jean Baptiste Bédard
Jean Baptiste Bédard (* 1765 in Rennes; † 1815 Paris) war ein  Violinist, Harfenist, Gitarrist und Komponist.
Baptiste wirke in seiner Heimatstadt Rennes als Musikmeister am Theater zu Rennes. Seit 1796 lebte er in Paris. Er gab als Komponist neben Orchesterstücken und Solostücken für Gitarre auch eine Gitarrenschule heraus.